# Valaar
Het Valaar is een wijk in het noordwesten van het Antwerpse district Wilrijk, grenzend aan het Kiel en Hoboken. De wijk wordt in het westen begrensd door de Hollebeek, in het noorden door de as De Bruynlaan-VIIe Olympiadelaan, in het oosten door de Boomse Steenweg (A12/N177) en in het zuiden door de Krijgsbaan (R11).

## Geschiedenis
De wijk Valaar werd in het midden 20e eeuw als sociale woningwijk voor arbeiders ontwikkeld. In 1930 werd er een parochie gebouwd door pastoor Bauwens namelijk de Sint-Jan Evangelist. Er werden door de nonnen ook een jongens en meisjes school gesticht die nu de Johannesschool vormen. In 1969 werd het Valaarhof gebouwd door pastoor Van Roey als parochiecentrum. Er waren ook een grote hoeveelheid volkstuintjes gelegen die diende voor de arbeiders. De wijk groeide snel en heeft ondertussen meer dan 10.000 inwoners.

## Sport
Vanaf de jaren '50 kende Valaar kleine voetbaltoernooien, maar het zou tot 1970 duren voordat een ploeg zich aansloot bij de toenmalige KSFB namelijk VK Valaarhof.

## Bezienswaardigheden
- Op het Valaar bevindt zich de  Sint-Jan Evangelistkerk.
- Op het Valaar bevindt zich het Valaarpark/Hof Van Mols aan de Valaarstraat.

## Bekende 'Valarianen'
- Rik Van Linden, oud-wielrenner, baat een fietsenwinkel uit op de Daniël Herreynslaan
- De voetballer Rik Coppens was woonachtig op het Karel Mestdaghplein.
- De zanger en gitarist Ferre Grignard bracht het grootste gedeelte van zijn jeugd door op het Valaar[3], vandaar ook het Ferre Grignardplantsoen nabij de Zwaantjes.
- Bob Van Staeyen, zanger en lid van De Strangers, woonde in de Rederijkersstraat.[4]
- De marathon- en ultraloper Marc Papanikitas bracht zijn jeugd door op het Valaar.